# 南阿爾米蘭特塔曼達雷
南阿爾米蘭特塔曼達雷（葡萄牙語：Almirante Tamandaré do Sul）是一個位於巴西南部的一個市鎮。

## 歷史
1990年9月21日，南阿爾米蘭特塔曼達雷開始籌建建立；後於1996年4月16日得到州政府認可，正式創立該市鎮。

## 人口
根據巴西地理統計局於2018年的估計，南阿爾米蘭特塔曼達雷共有1,979人，面積265.327平方公里，平均人口密度為7.46人/km2。